# Енсінітас
Енсінітас (англ. Encinitas) — місто (англ. city) в США, в окрузі Сан-Дієго штату Каліфорнія. Населення — 62 007 осіб (2020).

## Географія
Енсінітас розташований за координатами 33°3′2″ пн. ш. 117°15′49″ зх. д. / 33.05056° пн. ш. 117.26361° зх. д. (33.050632, -117.263616).  За даними Бюро перепису населення США в 2010 році місто мало площу 51,77 км², з яких 48,72 км² — суходіл та 3,05 км² — водойми.
Місто розташоване на крайньому південному заході штату Каліфорнія, в окрузі Сан-Дієго на березі Тихого океану. Середньорічна температура 22 °C. Щорічно над містом випадає в середньому 250 мм опадів.

## Демографія
Згідно з переписом 2010 року, у місті мешкало 59 518 осіб у 24 082 домогосподарствах у складі 15 044 родин. Густота населення становила 1150 осіб/км².  Було 25740 помешкань (497/км²).
Расовий склад населення:
| - 85,8 % — білих - 3,9 % — азіатів - 0,6 % — чорних або афроамериканців - 0,5 % — корінних американців - 0,2 % — вихідців з тихоокеанських островів - 5,6 % — осіб інших рас |

До двох чи більше рас належало 3,4 %. Частка іспаномовних становила 13,7 % від усіх жителів.
За віковим діапазоном населення розподілялося таким чином: 20,6 % — особи молодші 18 років, 66,6 % — особи у віці 18—64 років, 12,8 % — особи у віці 65 років та старші. Медіана віку мешканця становила 41,5 року. На 100 осіб жіночої статі у місті припадало 97,9 чоловіків;  на 100 жінок у віці від 18 років та старших — 95,3 чоловіків також старших 18 років.
Середній дохід на одне домашнє господарство  становив 125 777 доларів США (медіана — 95 149), а середній дохід на одну сім'ю — 145 530 доларів (медіана — 114 496). Медіана доходів становила 80 326 доларів для чоловіків та 61 554 долари для жінок. За межею бідності перебувало 8,1 % осіб, у тому числі 8,5 % дітей у віці до 18 років та 5,7 % осіб у віці 65 років та старших.
Цивільне працевлаштоване населення становило 31 108 осіб. Основні галузі зайнятості: освіта, охорона здоров'я та соціальна допомога — 22,8 %, науковці, спеціалісти, менеджери — 18,2 %, роздрібна торгівля — 10,3 %, мистецтво, розваги та відпочинок — 10,1 %.

## Пам'ятки
Енсінітас — одне з найкращих у світі місць для занять водним серфінгом. Крім цього, становлять інтерес музей міської історії, Ботанічний сад Кваіль, театр Ла-Палома, храм індійського релігійного руху Суспільство Самореалізації (Self-Realisation Fellowship).